# Tanytarsus lasiopus
Tanytarsus lasiopus är en tvåvingeart som först beskrevs av Jean-Jacques Kieffer 1911.  Tanytarsus lasiopus ingår i släktet Tanytarsus och familjen fjädermyggor. Inga underarter finns listade i Catalogue of Life.